# Samuel Armenteros
Samuel Armenteros (Göteborg, 27 mei 1990) is een Zweeds voetballer die doorgaans als vleugelspeler of spits speelt. Armenteros debuteerde in 2017 in het Zweeds voetbalelftal.

## Biografie

### Jeugd
Armenteros heeft een Zweedse moeder en een Cubaanse vader. In december 2006 werd hij door sc Heerenveen weggehaald bij het Zweedse Husqvarna FF. Eerder kwam hij uit in de jeugd van onder meer Qviding FIF en speelde hij voor het nationale team van Zweden voor voetballers jonger dan 16 jaar. Bij Heerenveen stond Armenteros twee en een half jaar onder contract. Hij speelde voor de jeugd en het tweede elftal, maar kwam nooit uit voor de hoofdmacht van de club.

### Heracles Almelo
Nadat het contract van Armenteros bij Heerenveen in de zomer van 2009 afliep, werkte hij trainingsstages af bij Sparta en Heracles Almelo. Bij de laatste club tekende Armenteros in augustus 2009 een contract voor een jaar met een optie voor nog een jaar. Hij werd toegevoegd aan de selectie van Jong Heracles, maar maakte op 28 november 2009 als invaller voor Bas Dost in een wedstrijd tegen Roda JC zijn debuut in de Eredivisie. Hij scoorde op 27 maart 2010 zijn eerste doelpunt op het hoogste niveau, in een wedstrijd tegen AZ. Een week later was Armenteros de matchwinnaar in een met 2-0 gewonnen wedstrijd tegen N.E.C., door als invaller beide doelpunten te scoren. In mei 2010 verlengde hij zijn contract met 3 jaar.

### RSC Anderlecht
In oktober 2012 maakte Armenteros bekend dat hij zijn aflopende contract niet wilde verlengen. In januari 2013 tekende hij een contract bij RSC Anderlecht. Aanvankelijk zou de Zweed in juli 2013 de overstap maken, maar wegens een gebrek aan spitsen bij Anderlecht verhuisde de aanvaller al in januari naar Brussel. Op 26 januari 2013 maakte hij zijn officiële debuut voor Paars-Wit. Hij viel tegen KSC Lokeren na 92 minuten in voor Dennis Praet. Armenteros groeide in het halve jaar bij Anderlecht niet uit tot vaste waarde en belandde op een zijspoor. Op 21 juli 2013 mocht hij, in de wedstrijd om de Belgische Supercup, in de 90e minuut nog invallen voor Gohi Bi Zoro Cyriac.

### Terug naar Nederland
Op 14 augustus 2013 werd Armenteros voor een jaar uitgeleend aan Feyenoord. Hij maakte op 18 augustus 2013 zijn debuut voor de Rotterdamse club in een uitwedstrijd tegen Ajax. Feyenoord nam Armenteros na het verstrijken van de huurperiode niet over en liet hem terugkeren naar Brussel.
Anderlecht leende Armenteros in augustus 2014 wederom uit aan een Nederlandse club. Ditmaal huurde het dan net in de eredivisie teruggekeerde Willem II hem voor een jaar.

### FK Qarabağ
Na de uitleenbeurt aan Willem II vertrok Armenteros naar Azerbeidzjan. Hij tekende voor FK Qarabağ dat uitkwam in de Premyer Liqası. Hij debuteerde op 12 september 2015 met een doelpunt tegen FK Xäzär Länkäran.

### Terugkeer bij Heracles Almelo
Na een seizoen in Azerbeidzjan keerde Armenteros terug naar de club waar hij het meest succesvol was. Hij debuteerde voor Heracles Almelo op 10 september 2016 tegen SBV Excelsior. Het werd zijn productiefste seizoen ooit met negentien competitiedoelpunten en twee bekerdoelpunten.

### Benevento
Armenteros tekende op 30 augustus 2017 een driejarig contract bij Serie A-nieuwkomer Benevento. Hiervoor speelde hij in een halfjaar tijd negen competitiewedstrijden. De Italianen verhuurden hem in februari 2018 voor elf maanden aan Portland Timbers, waarmee hij ging spelen in de Major League Soccer. Na zijn terugkeer kwam hij vaker aan bod bij Benevento, inmiddels actief in de Serie B. Een onomstreden basisspeler werd hij echter niet. De Italiaanse club verhuurde Armenteros in januari 2020 voor een halfjaar aan FC Crotone, eveneens actief in de Serie B.
Hij verruilde Benevento in oktober 2020 voor Al-Fujairah SC. In 2022 keerde hij voor een tweede keer terug bij Heracles Almelo. In het seizoen 2022/2023 promoveerde hij naar de eredivisie. Medio 2023 ging hij naar Al-Kholood op het tweede niveau in Saoedi-Arabië.

## Clubstatistieken[8]
| Seizoen     | Club               | Competitie                  | Competitie | Competitie | Competitie | Beker | Beker | Beker | Internationaal | Internationaal | Internationaal | Totaal | Totaal | Totaal |
| Seizoen     | Club               | Competitie                  | Wed.       | Dlp.       | Ass.       | Wed.  | Dlp.  | Ass.  | Wed.           | Dlp.           | Ass.           | Wed.   | Dlp.   | Ass.   |
| ----------- | ------------------ | --------------------------- | ---------- | ---------- | ---------- | ----- | ----- | ----- | -------------- | -------------- | -------------- | ------ | ------ | ------ |
| 2007/08     | sc Heerenveen      | Eredivisie                  | 0          | 0          | 0          | 1     | 0     | 0     | —              | —              | —              | 1      | 0      | 0      |
| Club Totaal | Club Totaal        | Club Totaal                 | 0          | 0          | 0          | 1     | 0     | 0     | 0              | 0              | 0              | 1      | 0      | 0      |
| 2009/10     | Heracles Almelo    | Eredivisie                  | 15         | 3          | 0          | 0     | 0     | 0     | —              | —              | —              | 15     | 3      | 0      |
| 2010/11     | Heracles Almelo    | Eredivisie                  | 34         | 10         | 8          | 1     | 0     | 2     | —              | —              | —              | 35     | 10     | 10     |
| 2011/12     | Heracles Almelo    | Eredivisie                  | 33         | 4          | 6          | 5     | 2     | 0     | —              | —              | —              | 38     | 6      | 6      |
| 2012/13     | Heracles Almelo    | Eredivisie                  | 18         | 9          | 4          | 3     | 4     | 1     | —              | —              | —              | 21     | 13     | 5      |
| Club Totaal | Club Totaal        | Club Totaal                 | 100        | 26         | 19         | 9     | 6     | 3     | 0              | 0              | 0              | 109    | 32     | 22     |
| 2012/13     | RSC Anderlecht     | Eerste klasse               | 3          | 1          | 0          | 1     | 0     | 0     | —              | —              | —              | 4      | 1      | 0      |
| 2013/14     | RSC Anderlecht     | Eerste klasse               | 2          | 0          | 1          | 1     | 0     | 0     | —              | —              | —              | 3      | 0      | 1      |
| Club Totaal | Club Totaal        | Club Totaal                 | 5          | 1          | 1          | 2     | 0     | 0     | 0              | 0              | 0              | 7      | 1      | 1      |
| 2013/14     | → Feyenoord        | Eredivisie                  | 19         | 1          | 4          | 3     | 1     | 0     | 2              | 0              | 0              | 24     | 2      | 4      |
| Club Totaal | Club Totaal        | Club Totaal                 | 19         | 1          | 4          | 3     | 1     | 0     | 2              | 0              | 0              | 24     | 2      | 4      |
| 2014/15     | → Willem II        | Eredivisie                  | 29         | 11         | 2          | 1     | 0     | 0     | —              | —              | —              | 30     | 11     | 2      |
| Club Totaal | Club Totaal        | Club Totaal                 | 29         | 11         | 2          | 1     | 0     | 0     | 0              | 0              | 0              | 30     | 11     | 2      |
| 2015/16     | FK Qarabağ         | Premyer Liqası              | 23         | 7          | 0          | 0     | 0     | 0     | 6              | 0              | 1              | 29     | 7      | 1      |
| Club Totaal | Club Totaal        | Club Totaal                 | 23         | 7          | 0          | 0     | 0     | 0     | 6              | 0              | 1              | 29     | 7      | 1      |
| 2016/17     | Heracles Almelo    | Eredivisie                  | 29         | 19         | 1          | 3     | 2     | 0     | —              | —              | —              | 32     | 21     | 1      |
| Club Totaal | Club Totaal        | Club Totaal                 | 129        | 45         | 20         | 12    | 8     | 3     | 0              | 0              | 0              | 141    | 53     | 23     |
| 2017/18     | Benevento          | Serie A                     | 9          | 1          | 0          | 0     | 0     | 0     | —              | —              | —              | 9      | 1      | 0      |
| Club Totaal | Club Totaal        | Club Totaal                 | 9          | 1          | 0          | 0     | 0     | 0     | 0              | 0              | 0              | 9      | 1      | 0      |
| 2018        | → Portland Timbers | Major League Soccer         | 28         | 8          | 1          | 2     | 0     | 0     | —              | —              | —              | 30     | 8      | 1      |
| Club Totaal | Club Totaal        | Club Totaal                 | 28         | 8          | 1          | 2     | 0     | 0     | 0              | 0              | 0              | 30     | 8      | 1      |
| 2018/19     | Benevento          | Serie B                     | 14         | 4          | 5          | 0     | 0     | 0     | —              | —              | —              | 14     | 4      | 5      |
| 2019/20     | Benevento          | Serie B                     | 12         | 2          | 0          | 1     | 0     | 0     | —              | —              | —              | 13     | 2      | 0      |
| Club Totaal | Club Totaal        | Club Totaal                 | 35         | 7          | 5          | 1     | 0     | 0     | 0              | 0              | 0              | 36     | 7      | 5      |
| 2019/20     | → FC Crotone       | Serie B                     | 11         | 3          | 2          | 0     | 0     | 0     | —              | —              | —              | 11     | 3      | 2      |
| Club Totaal | Club Totaal        | Club Totaal                 | 11         | 3          | 2          | 0     | 0     | 0     | 0              | 0              | 0              | 11     | 3      | 2      |
| 2020/21     | Al-Fujairah SC     | UAE Pro League              | 22         | 8          | 2          | 4     | 1     | 0     | —              | —              | —              | 26     | 9      | 2      |
| Club Totaal | Club Totaal        | Club Totaal                 | 22         | 8          | 2          | 4     | 1     | 0     | 0              | 0              | 0              | 26     | 9      | 2      |
| 2021/22     | Heracles Almelo    | Eredivisie                  | 11         | 1          | 0          | 0     | 0     | 0     | —              | —              | —              | 11     | 1      | 0      |
| 2022/23     | Heracles Almelo    | Eerste divisie              | 34         | 17         | 4          | 2     | 0     | 0     | —              | —              | —              | 36     | 17     | 4      |
| Club Totaal | Club Totaal        | Club Totaal                 | 174        | 63         | 24         | 14    | 8     | 3     | 0              | 0              | 0              | 188    | 71     | 27     |
| 2023/24     | Al-Kholood         | Saudi First Division League | 15         | 2          | 0          | 1     | 0     | 0     | —              | —              | —              | 16     | 2      | 0      |
| Club Totaal | Club Totaal        | Club Totaal                 | 15         | 2          | 0          | 1     | 0     | 0     | 0              | 0              | 0              | 16     | 2      | 0      |
| 2024        | Shenzhen Peng City | Super League                | 12         | 2          | 0          | 0     | 0     | 0     | —              | —              | —              | 12     | 2      | 0      |
| Club Totaal | Club Totaal        | Club Totaal                 | 12         | 2          | 0          | 0     | 0     | 0     | 0              | 0              | 0              | 12     | 2      | 0      |
| Totaal      | Totaal             | Totaal                      | 373        | 113        | 41         | 29    | 10    | 3     | 8              | 0              | 1              | 410    | 123    | 45     |

## Interlandcarrière[9]
Armenteros debuteerde op 13 juni 2017 in het Zweeds voetbalelftal, tijdens een oefeninterland in en tegen Noorwegen. Hij maakte die wedstrijd in de 81e minuut de 1–1, tevens de eindstand.

## Erelijst[10]
Met  RSC Anderlecht
| Nationaal            |    |         |
| Landskampioen België | 1x | 2012/13 |
| Belgische Supercup   | 1x | 2013    |

Met  FK Qarabağ
| Nationaal                  |    |         |
| Landskampioen Azerbeidzjan | 1x | 2015/16 |

Met  Heracles Almelo
| Nationaal      |    |         |
| Eerste Divisie | 1x | 2022/23 |